# 2005-ös Formula–1 brazil nagydíj
A brazil nagydíj volt a 2005-ös Formula–1 világbajnokság tizenhetedik futama, amelyet 2005. szeptember 25-én rendeztek meg a brazil Autódromo José Carlos Pace-en, São Paulóban.

## Időmérő edzés
Alonso érte el a pole-pozíciót Montoya és Fisichella előtt.
| Helyezés | Versenyző            | Csapat/Motor      | Idő        | Különbség |
| -------- | -------------------- | ----------------- | ---------- | --------- |
| 1        | Fernando Alonso      | Renault           | 1:11.988   | –         |
| 2        | Juan Pablo Montoya   | McLaren-Mercedes  | 1:12.145   | + 0.157   |
| 3        | Giancarlo Fisichella | Renault           | 1:12.558   | + 0.570   |
| 4        | Jenson Button        | BAR-Honda         | 1:12.696   | + 0.708   |
| 5        | Kimi Räikkönen       | McLaren-Mercedes  | 1:12.781   | + 0.793   |
| 6        | Christian Klien      | Red Bull-Cosworth | 1:12.889   | + 0.901   |
| 7        | Michael Schumacher   | Ferrari           | 1:12.976   | + 0.988   |
| 8        | Jarno Trulli*        | Toyota            | 1:13.041   | + 1.053   |
| 9        | Felipe Massa         | Sauber-Petronas   | 1:13.151   | + 1.163   |
| 10       | Rubens Barrichello   | Ferrari           | 1:13.183   | + 1.195   |
| 11       | Ralf Schumacher      | Toyota            | 1:13.285   | + 1.297   |
| 12       | Jacques Villeneuve   | Sauber-Petronas   | 1:13.372   | + 1.384   |
| 13       | Tiago Monteiro       | Jordan-Toyota     | 1:13.387   | + 1.399   |
| 14       | Mark Webber          | Williams-BMW      | 1:13.538   | + 1.550   |
| 15       | Antônio Pizzonia     | Williams-BMW      | 1:13.581   | + 1.593   |
| 16       | David Coulthard      | Red Bull-Cosworth | 1:13.844   | + 1.856   |
| 17       | Narain Karthikeyan   | Jordan-Toyota     | 1:14.520   | + 2.532   |
| 18       | Christijan Albers    | Minardi-Cosworth  | 1:14.763   | + 2.775   |
| 19       | Szató Takuma†        | BAR-Honda         | idő nélkül |           |
| 20       | Robert Doornbos      | Minardi-Cosworth  | idő nélkül |           |

* Jarno Trulli tízhelyes rajtbüntetést kapott az időmérő edzés előtt végrehajtott motorcsere miatt, így a tizennyolcadik rajtkockából kezdhette meg a versenyt.
† Szató Takuma a belga nagydíjon összeütközött Michael Schumacherrel, így tízhelyes rajtbüntetést kapott. A japán ezért az időmérő edzésen nem autózott mért kört.

## Futam
A rajt után baleset történt a két Williams-BMW (Mark Webber, Antonio Pizzonia) és David Coulthard között. Emiatt bejött a pályára a biztonsági autó is. Hármuk közül csak Webber tudta folytatni ezután a versenyt. A versenyen a McLaren kettőse végzett az élen Montoya-Räikkönen sorrendben, ez volt a csapat első kettős győzelme a 2000-es osztrák nagydíj óta. Fernando Alonso harmadik helyével is be tudta biztosítani vb-címét, két futammal a szezon vége előtt. A dobogósok mögött pontot szerzett Michael Schumacher, Fisichella, Barrichello, Button és Ralf Schumacher. Räikkönen 1:12,268-del futotta meg a leggyorsabb kört a versenyen.
A McLaren átvette a konstruktőri pontversenyben a vezetést 2 pont előnnyel. Alonso 24 évesen a legfiatalabb Formula–1-es világbajnok lett, egyben az első spanyol, aki elhódította a címet.
| Helyezés | Rajtszám | Versenyző            | Csapat/Motor      | Futott kör | Idő/Kiesés oka | Rajthely | Pont |
| -------- | -------- | -------------------- | ----------------- | ---------- | -------------- | -------- | ---- |
| 1        | 10       | Juan Pablo Montoya   | McLaren-Mercedes  | 71         | 1h29:20.574    | 2        | 10   |
| 2        | 9        | Kimi Räikkönen       | McLaren-Mercedes  | 71         | + 2.527        | 5        | 8    |
| 3        | 5        | Fernando Alonso      | Renault           | 71         | + 24.840       | 1        | 6    |
| 4        | 1        | Michael Schumacher   | Ferrari           | 71         | + 35.668       | 7        | 5    |
| 5        | 6        | Giancarlo Fisichella | Renault           | 71         | + 40.218       | 3        | 4    |
| 6        | 2        | Rubens Barrichello   | Ferrari           | 71         | + 1:09.173     | 10       | 3    |
| 7        | 3        | Jenson Button        | BAR-Honda         | 70         | + 1 kör        | 4        | 2    |
| 8        | 17       | Ralf Schumacher      | Toyota            | 70         | + 1 kör        | 11       | 1    |
| 9        | 15       | Christian Klien      | Red Bull-Cosworth | 70         | + 1 kör        | 6        |      |
| 10       | 4        | Szató Takuma         | BAR-Honda         | 70         | + 1 kör        | 19       |      |
| 11       | 12       | Felipe Massa         | Sauber-Petronas   | 70         | + 1 kör        | 8        |      |
| 12       | 11       | Jacques Villeneuve   | Sauber-Petronas   | 70         | + 1 kör        | 20       |      |
| 13       | 16       | Jarno Trulli         | Toyota            | 69         | + 2 kör        | 17       |      |
| 14       | 21       | Christijan Albers    | Minardi-Cosworth  | 69         | + 2 kör        | 16       |      |
| 15       | 19       | Narain Karthikeyan   | Jordan-Toyota     | 68         | + 3 kör        | 15       |      |
| Ki       | 18       | Tiago Monteiro       | Jordan-Toyota     | 55         | Mechanika      | 11       |      |
| HN       | 7        | Mark Webber          | Williams-BMW      | 45         | + 26 kör       | 12       |      |
| Ki       | 20       | Robert Doornbos      | Minardi-Cosworth  | 34         | Motorhiba      | 18       |      |
| Ki       | 8        | Antônio Pizzonia     | Williams-BMW      | 0          | Baleset        | 13       |      |
| Ki       | 14       | David Coulthard      | Red Bull-Cosworth | 0          | Baleset        | 14       |      |

## A világbajnokság élmezőnyének állása a verseny után
| H  | Versenyzők           | Pont | H  | Konstruktőrök    | Pont |
| -- | -------------------- | ---- | -- | ---------------- | ---- |
| 1. | Fernando Alonso      | 117  | 1. | McLaren-Mercedes | 164  |
| 2. | Kimi Räikkönen       | 94   | 2. | Renault          | 162  |
| 3. | Juan Pablo Montoya   | 60   | 3. | Ferrari          | 98   |
| 4. | Michael Schumacher   | 60   | 4. | Toyota           | 81   |
| 5. | Giancarlo Fisichella | 45   | 5. | Williams-BMW     | 59   |

## Statisztikák
Vezető helyen:
- Fernando Alonso: 2 (1-2)
- Juan Pablo Montoya: 61 (3-28 / 32-54 / 60-71)
- Kimi Räikkönen: 8 (29-31 / 55-59)

Juan Pablo Montoya 7. győzelme, Fernando Alonso 8. pole-pozíciója, Kimi Räikkönen 6. leggyorsabb köre.
- McLaren 147. győzelme.

Jenson Button 100. versenye.